# アズサ (カリフォルニア州)
アズサ（英: Azusa）またはアズーサは、アメリカ合衆国カリフォルニア州ロサンゼルス郡南東部に位置する都市。人口は5万人（2020年）。市名は昔のジャック・ベニーのジョークから、「アメリカ」では「あらゆることが"A"から"Z"まで」という文句を縮めたものと考えられることもあるが、実際には少なくとも18世紀にその起源を遡ることができる。アズサの町は当初サンガブリエル・バレーとサンガブリエル川を指す言葉である、トングバ族インディアンの地名「アスクサンガ」(Asuksa-nga)から派生した可能性が強い。

## 地理
アズサは北緯34度7分50秒 西経117度54分25秒 / 北緯34.13056度 西経117.90694度に位置する。アメリカ合衆国国勢調査局に拠れば、市域全面積は8.9平方マイル (23.1 km2)であり、全て陸地である。サンガブリエル・キャニオンの入口にあり、このことからキャニオンシティという渾名もある。またサンガブリエル川の東岸にある。

## 人口動態
以下は2000年の国勢調査による統計データである。
| 基礎データ - 人口: 44,712人 - 世帯数: 12,549世帯 - 家族数: 9,298家族 - 人口密度: 1,939.7人/km2（5,023.7人/mi2） - 住居数: 13,013軒 - 住居密度: 564.5軒/km2（1,462.1軒/mi2） 人種別人口構成 - 白人: 52.35% - アフリカン・アメリカン: 3.78% - ネイティブ・アメリカン: 1.31% - アジア人: 6.14% - 太平洋諸島系: 0.17% - その他の人種: 30.52% - 混血: 5.73% - ヒスパニック・ラテン系: 63.79% 年齢別人口構成 - 18歳未満: 30.8% - 18-24歳: 15.5% - 25-44歳: 31.5% - 45-64歳: 15.3% - 65歳以上: 6.9% - 年齢の中央値: 27歳 - 性比（女性100人あたり男性の人口） - 総人口: 97.5 - 18歳以上: 93.6 | 世帯と家族（対世帯数） - 18歳未満の子供がいる: 43.5% - 結婚・同居している夫婦: 49.7% - 未婚・離婚・死別女性が世帯主: 17.1% - 非家族世帯: 25.9% - 単身世帯: 18.7% - 65歳以上の老人1人暮らし: 6.2% - 平均構成人数 - 世帯: 3.41人 - 家族: 3.90人 収入と家計 - 収入の中央値 - 世帯: 39,191米ドル（2005年推計） - 家族: 40,918 米ドル - 性別 - 男性: 30,845米ドル - 女性: 26,565米ドル - 人口1人あたり収入: 13,412米ドル - 貧困線以下 - 対人口: 18.8% - 対家族数: 15.1% - 18歳未満: 23.9% - 65歳以上: 10.4% |

## 政治とインフラ

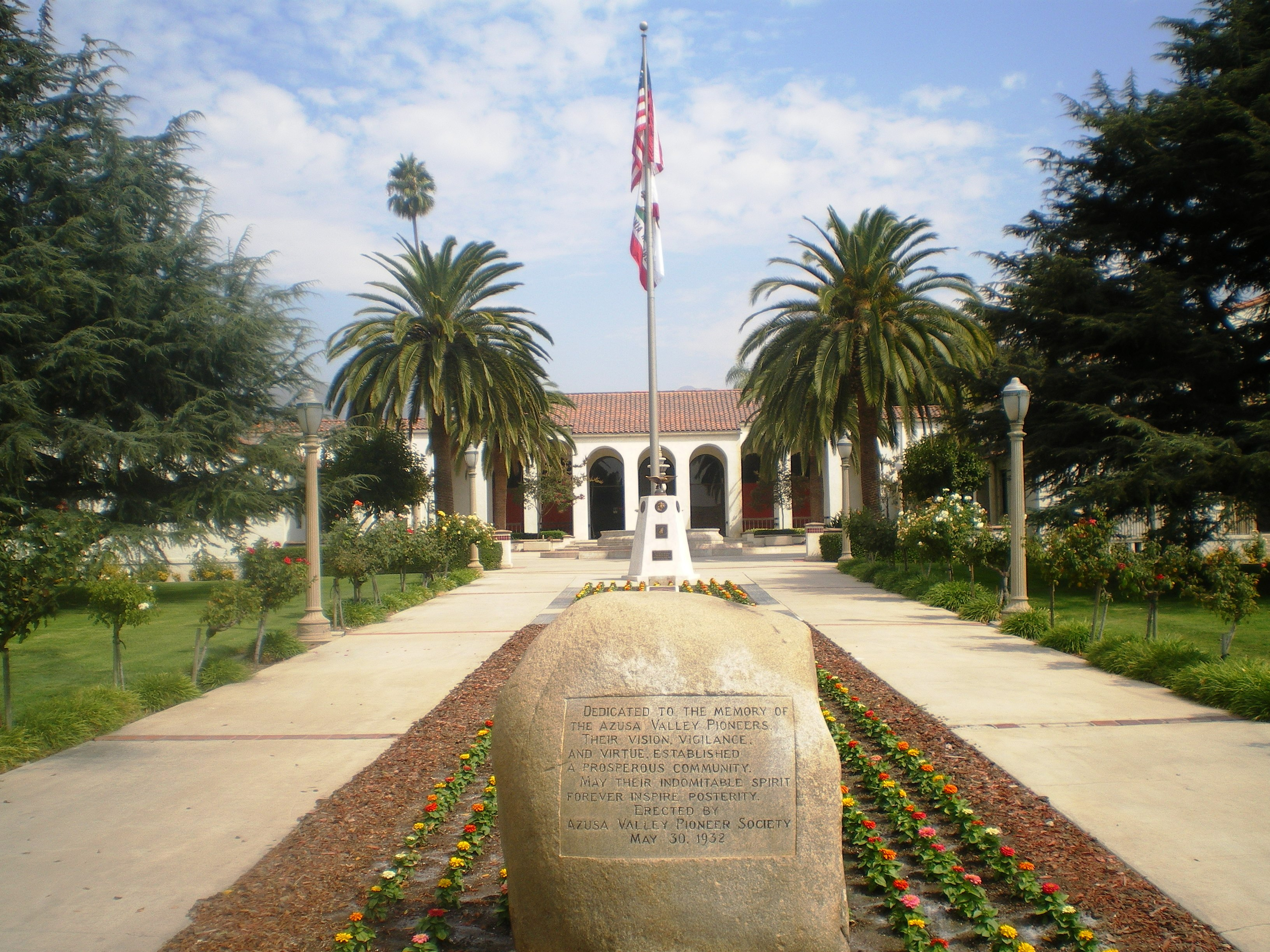
市役所

カリフォルニア州議会では、上院の第24選挙区および下院の第57選挙区に属している。連邦議会下院ではカリフォルニア州第32選挙区に属し、クック投票動向指数では民主党+17となっている。2010年時点ですべて民主党議員が務めている。市長はジョセフ・ロメロ・ロチャである。
2011年3月9日、市内の有権者は地域の丘陵部鉱山に関わる環境問題についてアズサ・ロック会社と市が協定を結ぶことを承認した。その提案されている協定の長所については、幾つかの団体から疑問が投げ掛けられてきた。
ロサンゼルス郡健康サービス部がモンロビア市にあるモンロビア健康センターを運営しており、アズサ市民も利用できる。

## 経済
アズサの包括的年間財務報告書2008年版によれば、市内の大きな雇用主トップ17は以下の通りである。
| 順位 | 雇用主                               | 従業員数 |
| ---- | ------------------------------------ | -------- |
| 1    | アズサ統一教育学区                   | 1,600    |
| 2    | ノースロップ・グラマン               | 1,100    |
| 3    | アズサ太平洋大学                     | 900      |
| 4    | アズサ市                             | 522      |
| 5    | コストコ                             | 311      |
| 6    | バーガー・ブラザーズ                 | 300      |
| 7    | パシフィック・プレシジョン・メタルズ | 250      |
| 8    | トルーウッド・プロダクツ             | 160      |
| 9    | ウィンズ                             | 150      |
| 10   | レインバード                         | 132      |
| 11   | カリフォルニア・アンフォージ         | 106      |
| 12   | ヴァルカン                           | 100      |
| 13   | ネイキッドジュース                   | 75       |
| 14   | モリス・ナショナル                   | 70       |
| 15   | フィジシャンズ・フォーミュラ         | 70       |
| 16   | ヘップナー・ハードウッズ             | 63       |
| 17   | ストールティング                     | 37       |

市内には昔ラッキー・ラガー醸造所があった。この施設は1949年に建設され、1970年代初期にミラー・ブルワリーに買収された。その10年後、ミラーはその操業地を近くのアーウィンデール市に移し、アズサの施設は最終的に解体された。
市内にはロケット開発のエアロジェット社の工場もあった。1980年エアロジェットの工場地下水にトリクロロエチレンが混入しているというアナウンスがあった。この地域は1985年にスーパーファンド用地適用を宣言した。1997年、この地の地下水に大半がNDMA（ニトロソジメチルアミン）と過塩素酸アンモニウムという別の化学物資汚染が発見された。エアロジェットはこの地下水汚染の責任の可能性有る団体として指名された。エアロジェットはこの施設を2001年にノースロップ・グラマン社に売却した。

## 教育
市内には私立キリスト教系大学であるアズサ太平洋大学と、同じく私立仏教系大学のダマカヤ・オープン大学がある。
また幼稚園児から8年生までを教育するセントフランシス・オブ・ローム小学校があり、ロサンゼルス大司教区の下でセントフランシス・オブ・ローム・カトリック教会の一部となっている。
市内の公立学校はアズサ統一教育学区が管轄しており、高校2校、継続学習高校1校、成人学校1校、小学校11校、中学校3校、幼稚園併設小学校1校が含まれている。この他に小学校・中学校併設校1校が2010年頃に建設される予定である。

## 交通

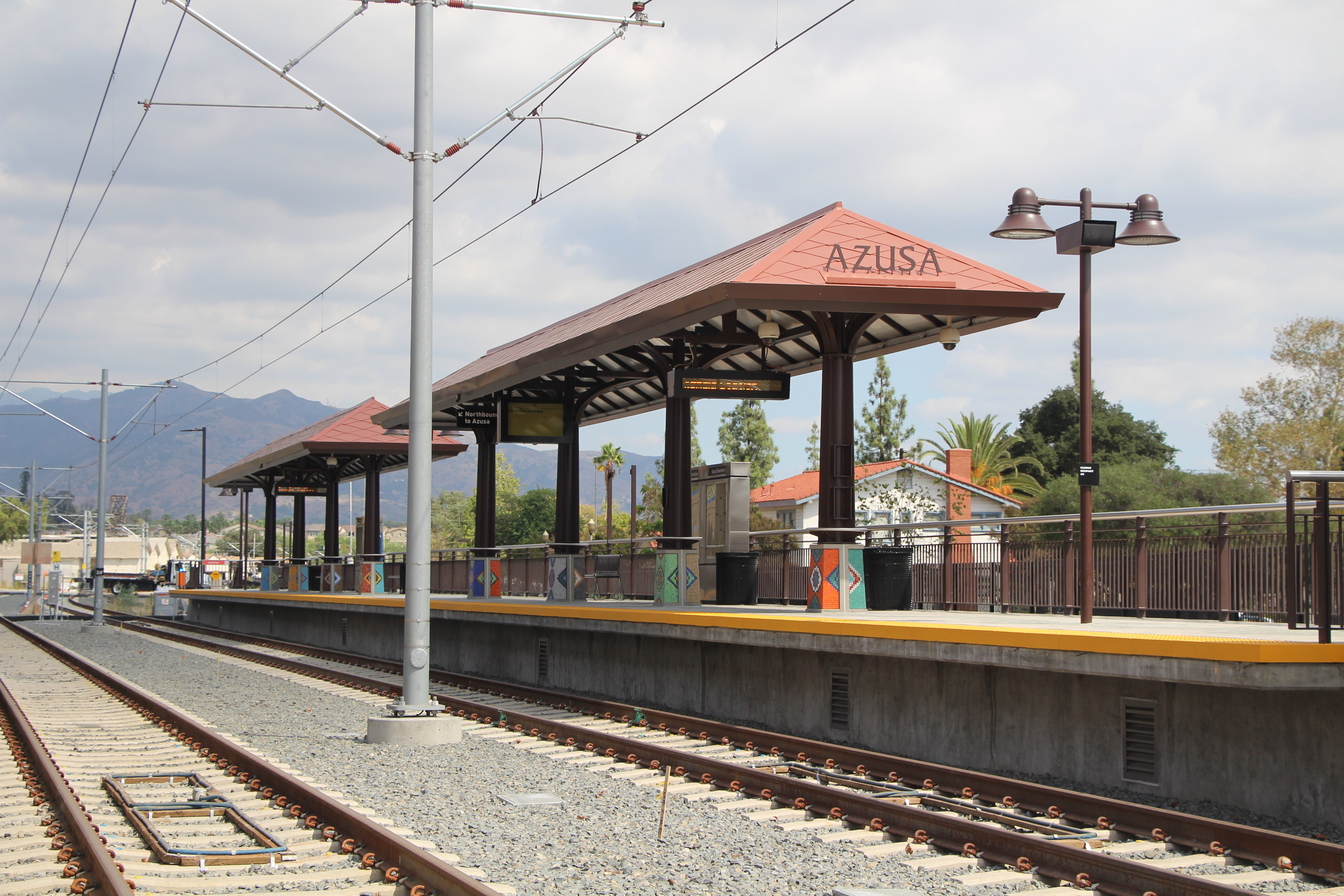
アズサ・ダウンタウン駅

アズサ市はサンガブリエル川フリーウェイ（州間高速道路605号線と）オレンジ・フリーウェイ（カリフォルニア州道57号線）の間にあるフットヒル・フリーウェイ（州間高速道路210号線）に沿っている。
ロサンゼルスのユニオン駅とパサデナ東部とを繋いでいるロサンゼルス郡都市圏交通局L線を延伸する「フットヒル延伸」と呼ぶ計画が立案され、アズサ市内にその第1段階の終着駅が計画された。これは1993年にロサンゼルス郡都市圏交通局が元アッチソン・トピカ・アンド・サンタフェ鉄道から購入した通行権により実現した。
2009年10月、ロサンゼルス郡都市圏交通局委員会はその長期計画の中にフットヒル延伸計画を含めることを全会一致で決定し、アズサまでの第1段階について建設と運転の予算を承認した。アズサ市内には2つ駅が計画された。最初の駅はアズサ・ダウンタウン駅であり、終着駅は市内東部のAPU/シトラス大学駅である。この工事は2010年6月に起工式が行われ、2016年に開通した。
2023年、ロサンゼルス市内でL線とA線を接続する工事が完了し、相互乗り入れが始まった。L線はA線に統合され消滅した。
ロサンゼルス郡都市圏交通局は第2段階でその通行権の終端であるモントクレアまで延伸する計画であり、サンバーナーディーノ郡線と交差することになる。

## 公衆安全
アズサ市は独自の警察署があり、消防署は1982年まで独自のものを維持していた。市消防署は、救急救命医療体制を取るために郡の消防部と合併する諮問を市民が承認した住民投票の後、ロサンゼルス郡消防部と合併した。ロサンゼルス郡統合消防部はアズサにある第32分署と第97分署から活動を行い、コビーナの第152、第153および第154分署とボールドウィンパークの第29分署、ドワーティの第44分署およびアーウィンデールの第48分署からも支援を得られることになっている。市が所有する第32分署には、1個前線救急医療隊があり、平均して24時間シフトに12.29回の呼び出しを受け、また前線消防車1台は24時間シフトに平均して7.05回の呼び出しを受けている。この分署には予備消防車、都市捜索救助トレーラーおよびMA-32も備えている。
第97分署には前線消防車1台と前線警戒車1台を備えている。第32分署には消防活動に興味のある15歳から21歳までの青年向けプログラムであるイクスプローラー・ポスト16もある。このポストは毎月第1と第3土曜日に集会を開いている。ボーイスカウト・アメリカとも共同している。イクスプローラーは一度認証されると郡内の様々な消防署で「同乗」を認められる。
アズサ警察署は大変初期にシボレー・カマロのパトカーを導入した所である。当初、現在は閉鎖されたGMのバンナイズ組立工場で生産され（レーシングカーの伝説的存在であるゲイル・バンクスによって提供されたターボチャージャ付き）、カリフォルニア・ハイウェイパトロールやミシガン州警察のパトロール隊に数台のカマロ・パトロールカーを注文させることになった。カマロは2000年に現役を引退した。当時アズサのカマロはカリフォルニア州の警察で利用されている1980年代半ばのオリジナルデザインのものとしては唯一のパトカーだった。

### プロスポーツチーム
クラブ名
スポーツ種
設立年
所属リーグ
試合場

ソーキャル・レジェンズ
バスケットボール
```
2005年

コンチネンタル・バスケットボール・アソシエーション
```

アズサ太平洋大学

## 大衆文化の中で
ラジオの長寿番組である喜劇「The Jack Benny Program」で人気のあった繰り返しギャグには、メル・ブランクが声優になっている登場人物が列車の出発到着を案内するアナウンスに「アナハイム、アズサ、およびク・カ・モンガ」というものがある。この番組が放送された当時、サンタフェ鉄道がアズサとランチョクカモンガを経由する旅客列車を運行していた。

## 著名な出身者と住人
- ハンク・アギレー、メジャーリーグベースボールの選手[11]
- ロッキー・デニス、生まれつき頭蓋骨幹異形成症であり、映画マスクの主題になった。
- シンヤ・キムラ、オートバイ製造者
- ダニー・ノリエガ、テレビ番組アメリカン・アイドルシーズン7の参加者
- アンソニー・ロビンス、ライフ・コーチ
- ジャドソン・スコット、俳優
- グレゴリー・ポール・ソリアーノ、リアリティ・テレビの参加者

## 姉妹都市
アズサ市は1つの都市と姉妹都市を結んでいる。
- メキシコ、サカテカス州、サカテカス